# ونکاترامان ۱۶۲۱۵
سیارک ۱۶۲۱۵ (به انگلیسی: 16215 Venkatraman، نامگذاری:2000CB104) شانزده هزار و دویست و پانزدهمین سیارک کشف شده‌است که در ۱۱ فوریه ۲۰۰۰ کشف شد.
قدر مطلق سیارک برابر ۸.۹ است.